# Сокач Омелян Петрович
Еміл (Омелян) Петрович Сокач (нар. 25 квітня 1959, в Ужгороді) — український хоровий диригент, народний артист України (2007).
Закінчив Київську консерваторію у класі Михайла Кречка. Художній керівник і диригент Камерного хору «Cantus» управління культури Закарпатської облдержадміністрації.